# Јарнел (Аризона)
Јарнел (енгл. Yarnell) насељено је место без административног статуса у америчкој савезној држави Аризона.

## Демографија
По попису из 2010. године број становника је 649, што је 4 (0,6%) становника више него 2000. године.
| Група             | 2000.       | 2010.       |
| Белци             | 620 (96,1%) | 584 (90,0%) |
| Афроамериканци    | 1 (0,2%)    | 4 (0,6%)    |
| Азијати           | 0 (0,0%)    | 1 (0,2%)    |
| Хиспаноамериканци | 12 (1,9%)   | 41 (6,3%)   |
| Укупно            | 645         | 649         |